# Song Il-gook
Song Il-gook (hangul: 송일국, hancha: 宋一國; ur. 1 października 1971 w Seulu) – południowokoreański aktor. Stał się znany dzięki tytułowej roli w dramacie historycznym Samhanji – Jumong pyeon (2007), który stał się jednym z pionierów koreańskiej fali. Grał główną rolę także w serialach Baram-ui nara (2008) oraz Jang Yeong-sil (2016).
Ukończył Cheongju University (licencjat sztuk pięknych) i Uniwersytet Chung-Ang (magister sztuk pięknych).

## Kariera
Song jest wiceprezesem Koreańskiego Związku Triathlonowego i uczestniczył w Międzynarodowym Konkursie Triathlonowym w 2008 roku w Seulu. W kwietniu 2008 roku Song uczestniczył w sztafecie ze zniczem olimpijskim w Seulu.
W 2009 roku Hawaje ogłosiły 21 marca dniem Song Il-gooka. Ze względu na ogromną popularność jaką zdobył serial Samhanji – Jumong pyeon w krajach centralnej Azji, w kwietniu 2010 roku został zaproszony do Błękitnego Domu na kolację z głowami państw, w tym z prezydentem Kazachstanu.
W październiku 2015 roku Song podpisał ekskluzywny kontrakt z agencją C-JeS Entertainment.

## Życie prywatne
15 marca 2008 roku Song ożenił się z Jeong Seung-yeon, Sędziną Sądu Najwyższego. Było to prywatne, tradycyjne wesele; odbyło się w Sheraton Walkerhill Hotel w Seulu.

### Dzieci
Il-gook i Seung-yeon zostali rodzicami trojaczków, które urodziły się w szpitalu w Seulu 16 marca 2012 roku. Nadali im imiona Dae-han, Min-guk i Man-se, które razem oznaczają: „Niech żyje Republika Korei”. Od 6 lipca 2014 do 7 lutego 2016 roku Song Il-gook i jego troje dzieci brali udział w programie rozrywkowym The Return of Superman. Trojaczki pojawiły się epizodycznie w serialu Jang Yeong-sil.

## Filmografia

### Filmy
| Rok  | Tytuł              | Rola        |
| ---- | ------------------ | ----------- |
| 2005 | Jageobui jeongseok | Seo Min-jun |
| 2005 | Red Eye            |             |
| 2014 | Fly High           |             |
| 2014 | Hyeon-gi-jeung     | Sang-ho     |
| 2015 | Tattoo             | Han Ji-soon |

### Telewizja
| Rok       | Tytuł                            | Rola                          | Stacja telewizyjna |
| --------- | -------------------------------- | ----------------------------- | ------------------ |
| 1999      | Uriga jeongmal saranghaesseulkka |                               | MBC                |
| 1999      | Annyeong naesalang               |                               | MBC                |
| 1999      | Haetbit sokeuro                  |                               | MBC                |
| 2000      | Ibeuui modeun geos               |                               | MBC                |
| 2000      | Dangsin ttaemun-e                |                               | MBC                |
| 2002      | Geochim-eobsneun salang          | Na Young-jae                  | KBS2               |
| 2002      | Golmog an salamdeul              | Lee Seok-jong                 | KBS                |
| 2002-2003 | Jang Hui-bin                     | Kim Chun-taek                 | KBS2               |
| 2002-2003 | Album of Life                    | Shin Hyung-shik               | KBS1               |
| 2003      | Bodyguard                        | Han Sung-soo                  | KBS2               |
| 2003      | Samag-ui saem                    | Ki-hyun                       | MBC                |
| 2004      | Mulkkotmaeul saramdeul           | Kang Sung-woo                 | MBC                |
| 2004      | Haesin                           | Yeom Moon/Yeom Jang           | KBS2               |
| 2004      | Aejeong-ui jogeon                | Na Jang-soo                   | KBS1               |
| 2006      | Samhanji – Jumong pyeon          | Jumong (król Dongmyeong)      | MBC                |
| 2007      | Lobbyist                         | Harry/Kim Joo-ho              | SBS                |
| 2008      | Baram-ui nara                    | książę Muhyul (król Daemusin) | KBS2               |
| 2010      | Sinira beulriun sanai            | Michael King/Choi Kang-ta     | MBC                |
| 2011      | Gangryeokban                     | Park Sae-hyuk                 | KBS2               |
| 2011      | Balhyo gajok                     | Ki Ho-tae                     | JTBC               |
| 2016      | Jang Yeong-sil                   | Jang Yeong-sil                | KBS1               |

### Programy rewiowe
| Rok       | Tytuł                                     | Stacja telewizyjna |
| --------- | ----------------------------------------- | ------------------ |
| 2014-2016 | The Return of Superman (odc. 34–116, 156) | KBS2               |

## Nagrody i nominacje
| Rok  | Nagroda                                               | Kategoria                                                             | Wynik     |
| ---- | ----------------------------------------------------- | --------------------------------------------------------------------- | --------- |
| 2002 | KBS Drama Awards                                      | Najlepszy nowy aktor (Album of Life)                                  | Wygrana   |
| 2004 | KBS Drama Awards                                      | Najlepsza Para (razem z Han Ga-in) (Aejeong-ui jogeon)                | Wygrana   |
| 2005 | KBS Drama Awards                                      | Excellence Award, Actor (Haesin)                                      | Wygrana   |
| 2005 | KBS Drama Awards                                      | Nagroda Popularności, Aktor (Haesin)                                  | Wygrana   |
| 2005 | KBS Drama Awards                                      | Najlepsza Para (razem z Soo Ae) (Haesin)                              | Wygrana   |
| 2005 | KBS                                                   | Right Language Award                                                  | [ 14 ]    |
| 2006 | Grimae Awards                                         | Top Excellence Award, Actor (Samhanji – Jumong pyeon)                 | Wygrana   |
| 2006 | MBC Drama Awards                                      | Grand Prize/Daesang (Samhanji – Jumong pyeon)                         | Wygrana   |
| 2006 | MBC Drama Awards                                      | Top Excellence Award, Actor (Samhanji – Jumong pyeon)                 | Wygrana   |
| 2007 | 19th Korea Producer's Awards                          | Best TV Actor (Samhanji – Jumong pyeon)                               | Wygrana   |
| 2007 | 41st Taxpayer's Day                                   | Commendation from the Prime Minister                                  | [ 15 ]    |
| 2008 | KBS Drama Awards                                      | Top Excellence Award, Actor (Baram-ui nara)                           | Wygrana   |
| 2008 | KBS Drama Awards                                      | Najlepsza Para (razem z Choi Jung-won) (Baram-ui nara)                | Wygrana   |
| 2009 | Asia Model Festival Awards                            | Asia Star Awards                                                      | [ 16 ]    |
| 2011 | 2nd Republic of Korea Popular Culture and Arts Awards | Commendation from the Minister of Culture, Sports and Tourism         | [ 17 ]    |
| 2012 | Goodwill Cooperation Service (GCS)                    | Award for Service Towards World Peace, Celebrities Who Serve category | [ 1 ]     |
| 2013 | 2nd Historical Drama Festival                         | Historical Drama Star Who's Brightened Korea                          | [ 18 ]    |
| 2014 | KBS Entertainment Awards                              | Special PD Award (The Return of Superman)                             | Wygrana   |
| 2014 | KBS Entertainment Awards                              | Nagroda Popularności (Song Dae-han, Song Min-guk, Song Man-se)        | Wygrana   |
| 2015 | KBS Entertainment Awards                              | Excellence Prize (Show & Entertainment)                               | Wygrana   |
| 2016 | KBS Drama Awards                                      | Excellence Award, Actor in a Mid-length Drama (Jang Yeong-sil)        | Wygrana   |
| 2016 | KBS Drama Awards                                      | Top Excellence Award, Actor (Jang Yeong-sil)                          | Nominacja |